# X My Heart
Az X My Heart (magyarul: Esküszöm) az azeri Aisel dala, mellyel Azerbajdzsánot képviselte a 2018-as Eurovíziós Dalfesztiválon Lisszabonban. A dal belső kiválasztás során nyerte el a dalversenyen való indulás jogát. 2018. március 4-én mutatták be.

## Eurovíziós Dalfesztivál
A dalt az Eurovíziós Dalfesztiválon a május 8-i első elődöntőben adta elő, fellépési sorrendben elsőként az Izlandot képviselő Ari Ólafsson Our Choice című dala után. Az elődöntőben a tizenegyedik helyen végzett, így nem jutott tovább a május 12-i döntőbe. Ez volt az első alkalom Azerbajdzsán eurovíziós történelmében, hogy az országot képviselő dal nem jutott tovább a dalfesztivál döntőjébe.
A következő azeri induló Chingiz Truth című dala volt a 2019-es Eurovíziós Dalfesztiválon.